# Calophyllum rufinerve
Calophyllum rufinerve là một loài thực vật có hoa thuộc họ Clusiaceae.
Chỉ thấy chúng trong tự nhiên ở Indonesia.